# Akhilesh Yadav

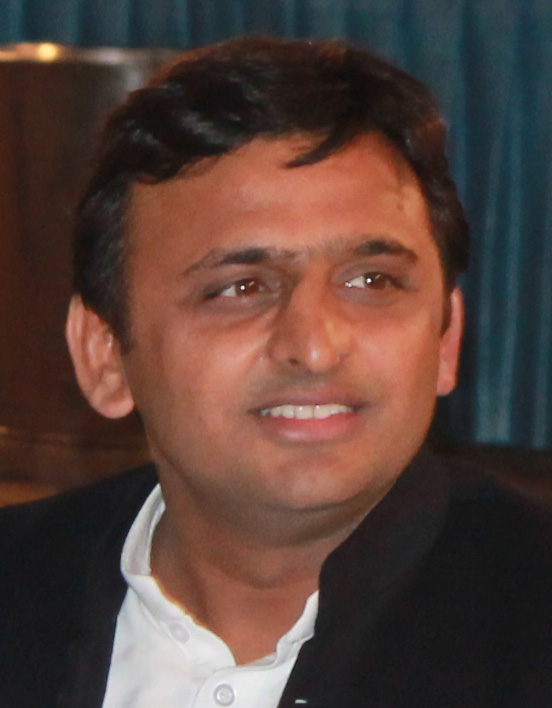
Akhilesh Yadav, 2013

Akhilesh Yadav (Hindi: अखिलेश यादव Akhileś Yādav [ʌkʰɪˈleːʃ ˈjɑːd̪ʌʋ]; * 1. Juli 1973 in Saifai, Distrikt Etawah) ist ein indischer Politiker der Samajwadi Party aus dem Bundesstaat Uttar Pradesh. Er war von 2012 bis 2017 amtierender Chief Minister (Regierungschef) Uttar Pradeshs.
Akhilesh Yadav wurde am 1. Juli 1973 im Dorf Saifai im Distrikt Etawah im Westen Uttar Pradeshs geboren. Er ist der Sohn des Politikers Mulayam Singh Yadav, der dreimal das Amt des Chief Ministers von Uttar Pradesh bekleidete. Die Familie gehört zu den Yadav, einer nach dem traditionellen Kastenwesen nur knapp über den Dalits (Kastenlosen) stehenden Kaste, die aber in Uttar Pradesh demografisch stark vertreten ist und über entsprechend großen politischen Einfluss verfügt. Die von Akhilesh Yadavs Vater gegründete Samajwadi Party hat ihre Anhängerschaft vor allem unter den Yadav und anderen niedrigen Kasten.
Akhilesh Yadav besuchte ein Militärinternat in Rajasthan und studierte anschließend Umweltingenieurwissenschaften an der University of Mysore und in Sydney. Er beendete sein Studium mit einem Master. Akhilesh Yadavs politische Karriere begann 2000, als er bei einer Nachwahl für die Samajwadi Party aus dem Wahlkreis Kannauj in die Lok Sabha, das Unterhaus des indischen Parlaments gewählt wurde. Bei den Wahlen 2004 und 2009 verteidigte er seinen Wahlkreis. Bei der Parlamentswahl im Bundesstaat Uttar Pradesh war Akhilesh Yadav eine treibende Kraft im Wahlkampf der Samajwadi Party. Nachdem seine Partei die Wahl mit absoluter Mehrheit gewonnen hatte, wurde Akhilesh Yadav zum neuen Chief Minister bestimmt. Am 15. März 2012 wurde er im Amt vereinigt. Mit 38 Jahren war er der bislang jüngste Chief Minister in der Geschichte Uttar Pradeshs.
In den Jahren nach 2014 zerstritt sich Akhilesh Yadav zusehends mit seinem Vater, der weiter das Amt des Vorsitzenden der Samajwadi Party innehatte. Nachdem sein Vater ihn für einen Tag lang sogar aus der Partei ausgeschlossen hatte, berief Akhilesh Yadav am 1. Januar 2017 eine außerordentliche Delegiertenversammlung ein, von der er sich mit großer Mehrheit zum neuen Parteivorsitzenden wählen ließ. Sein Vater erhielt ein Ehrenamt als „Oberster Mentor“ der Partei mit weitgehend nur zeremoniellen Befugnissen.